# Bob Grant (skådespelare)
Robert St Clair "Bob" Grant, född 14 april 1932 i Hammersmith, London, död 8 november 2003 i Twyning, Gloucestershire, var en brittisk skådespelare.

## Rollista i urval
- 1959 – Dina pengar är mina pengar (ej krediterad)
- 1963 – Sparvar kan inte sjunga
- 1965 – Hjälp! (ej krediterad)
- 1968 – Z Cars (TV-serie) (2 avsnitt)
- 1969–1973 – Busskisarna (TV-serie) (74 avsnitt)
- 1971 – Buss-kisar är vi allihopa